# Notte sulla città
Notte sulla città (Un flic) è un film del 1972 diretto da Jean-Pierre Melville.
Film noir con protagonisti Alain Delon, Richard Crenna, Riccardo Cucciolla e Catherine Deneuve, è stato l'ultimo film del regista francese Melville.

## Trama
Quattro uomini armati rapinano una banca di Saint-Jean-de-Monts durante una giornata fredda e piovosa. Nella confusione generale, uno di loro, Marc Albouis, rimane gravemente ferito, ma nonostante tutto la rapina ha esito positivo e i quattro criminali riescono a fuggire a bordo di un'auto. Giunti a La Roche-sur-Yon, una cittadina di provincia francese, i rapinatori acquistano alcuni biglietti per il treno, ma non lo prendono, in quanto fa parte del loro piano far credere di partire col treno, per poi tornare in città con un'altra automobile.
Nascosto il bottino in campagna, denaro che servirà per finanziare un colpo ancora più grosso, i tre superstiti del gruppo, Simon, Paul Weber e Louis Costa, conducono in una clinica il loro complice, Albouis, salvo poi eliminarlo tramite una loro complice, quando la polizia, sotto la guida del commissario Coleman, si mette alla sua ricerca. Nella vita comune Simon svolge la professione di direttore di un night-club e ha un relazione con la splendida Cathy, donna misteriosa e di un certo fascino, a sua volta amante del commissario Coleman. Una volta scoperto il nome del rapinatore morto, Coleman lo associa a Louis Costa, e dopo averlo arrestato ed interrogato, identifica anche gli ultimi due rapinatori ancora in libertà.
Coleman incontra Simon nel suo night club, gli fa capire di aver scoperto i nomi dei componenti della banda, ma decide di non arrestarlo dandogli il tempo di avvertire telefonicamente Paul Weber. Con la polizia sulla porta di casa, per evitare il carcere, Weber non può fare altro che suicidarsi. Dopo aver organizzato la fuga con Cathy, il cui telefono però è sotto intercettazione da parte della polizia, Simon esce dall'albergo in cui si è rifugiato e viene bloccato da Coleman. Credendo che Simon stia per sparare, Coleman lo fredda sotto gli occhi di Cathy.

## Produzione
Nel film lavorano Sophie Tatischeff come assistente al montaggio e Pierre Tati come secondo assistente alla regia, rispettivamente figlia e figlio di Jacques Tati.

## Influenze
Il regista coreano Kim Ji-woon ha affermato che ha tratto ispirazione da questo film per la creazione di Bittersweet Life.